# Гражданский кодекс Литвы
Гражданский кодекс Литовской Республики (лит. Lietuvos Respublikos civilinis kodeksas, LR CK) - гражданский кодекс Литовской Республики, регулирующий гражданско-правовые отношения. Он имеет приоритет перед другими  законами и иными нормативными правовыми актами в сфере гражданского права.
Новый Гражданский кодекс был новым шагом в частном праве. В 2000 году была завершена более чем 5-летняя литовская кодификация материального права, регулирующего современные гражданских-правовых отношений.

## Сфера
Литовский Гражданский кодекс регулирует имущественные отношения и отношения, связанные с этим нематериальные отношения, семейные отношения, иные личные неимущественные отношения, а также трудовые отношения, поскольку они не регулируются специальными законами (Lietuvos Respublikos darbo kodeksas). Кроме того, Гражданский кодекс устанавливает коллизионные нормы.
Кодекс был принят в 2000 году 18 июля и вступил в силу в 2001 году 1 июля за исключением некоторых положений, которые вступили в силу позднее (например, коллизионные нормы). Принятие гражданского кодекса был вторым по значению законодательным событием после принятия Конституции.

## История
После восстановления независимости Литвы действовал Гражданский кодекс Литовской Советской Социалистической Республики 1964 года. Необходимо было создать современную правовую среду в связи с переходом к рыночной экономике и вступлением страны в ЕС, но при сохранении непрерывности литовского права как правовой основы для стабильности социальных отношений.
Подготовительная работа была начата после восстановления независимости. Начиная с 1995 года была создана рабочая группа ученых (руководитель проф. Валентинас Микеленас).

## Структура
1. Первая книга. Общие положения
2. Вторая книга. Лица
3. Третья книга. Семейное право
4. Четвертая книга. Вещное право
5. Пятая книга. Наследственное право
6. Шестая книга. Обязательственное право.

## Характеристика
В кодификации частного права в Литве была выбрана теория монизма частного права: гражданское и коммерческое право регулирует лишь один кодекс.
При подготовке учитывались международные конвенции, а также законодательство Франции, Нидерландов, Германии. Таким образом, произошла рецепция права.